# 자닌 구티에레스
자닌 구티에레스(영어: Janine Gutierrez, 1989년 10월 2일 ~ )는 필리핀의 배우이다.